# 돌프리류블랴니

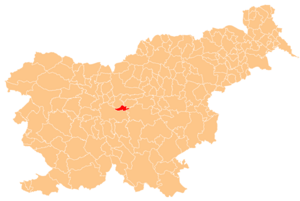
돌프리류블랴니의 위치

돌프리류블랴니(슬로베니아어: Dol pri Ljubljani)는 슬로베니아의 도시로 면적은 33.3km2, 인구는 4,341명(2002년 기준), 인구 밀도는 130.4명/km2이다.